# El mal menor
El mal menor fue una serie de televisión dramática antológica argentina emitida por la TV Pública. La serie gira en torno a varias problemáticas que envuelven a niños o preadolescentes, que los afecta tanto a ellos como a su entorno cercano. Está dirigida por Luciano Cocciardi, Eduardo Ripari y Mauro Scandolari, con Lila Navarro como guionista y un elenco rotativo para protagonizar cada uno de los episodios. Fue estrenada el 16 de julio de 2015 y está compuesta de 13 episodios.
El 21 de enero del 2016, la TV Pública repitió al aire todos los episodios de la serie en su programación. 

## Sinopsis
La serie sigue distintas historias que son protagonizadas por niños, que tienen entre tres y trece años, los cuales se enfrentan a situaciones muy complejas y conflictivas, no sólo para ellos, sino también para su entorno familiar. Es así, que algunos vivirán trágicas situaciones de abuso sexual infantil, identidad, autismo, sexualidad, muerte, portación de armas, adopción, trabajo infantil, enfermedad, incesto y abandono mostrando la diferencia desde el punto de vista del niño y del adulto ante una misma situación.

## Elenco
| Episodios 1 y 2 - Andrea Pietra como Luciana "Luchi". - Lourdes Mansilla como Julieta Pedernera. - Javier Drolas como Alfonso. - Diana Lamas como Iris. - Marcelo Savignone como Fabián. - Mariana Esnoz como Micaela. - César Bordón como Policía Domínguez. - Ángel Hernández como Gerardo Ibarra / Jerónimo. Episodio 3 - Viviana Saccone como Alicia. - Jenny Williams como Celina Agüero. - Melisa Manzano como Viviana. - Franco Masini como Nicolás adolescente. - Marcela Ferradás como Zulema. - Néstor Sánchez como Julio. - Emilia Escaris Pazos como Guillermina. - Nicolás Pauls como Nicolás adulto. Episodio 4 - María Valenzuela como Susana. - Federico Salles como Javier. - Camila Outon como Elena. - Lautaro Da Cruz como Pedro. - Mariana Prommel como Olga. - Fabián Arenillas como Eduardo. - Gabo Correa como Humberto. Episodio 5 - Alejandro Fiore como Carlos Cordeviola. - María Fernanda Callejón como Carmen. - Valentino Grizutti como Ramiro Cordeviola. - Miriam Odorico como Silvia. - Juana Pestrin como Loli. - Mariana Richaudeau como la Maestra de Ramiro. - Roly Serrano como Lucho. Episodio 6 - Leonora Balcarce como Felicitas "Feli". - Lautaro Delgado como Hernán Crucer. - Thelma Fardín como Roxana "Roxi". - Alejo Mamblona como Mateo Crucer. - Paz Sierra como Trinidad "Trini" Crucer. - Cristina Banegas como Hilda. | Episodio 7 - Federico Amador como Martín Iribarner. - Mercedes Scápola como Mercedes "Mechi". - Sergio Surraco como Pablo Terrero. - Luciana González Costa como Gabriela "Gabi". - Nicolás Del Bo como Santiago Iribarner. - Franco Pucci como Lucas Terrero. - Dalia Elnecavé como María Ackerman. Episodio 8 - Alejandro Awada como Ernesto. - María Carámbula como Inés. - Patricio Posada Cardozo como Joaquín. - Ulises López Podestá como Crescencio. - Julieta Vallina como Julia. Episodio 9 - Lucrecia Blanco como Lucía. - Lola Álvarez Palacios como Mora Carrizo. - Julieta Poggio como Geraldine. - Nahuel Mutti como Leo Carrizo. - Valeria Lorca como Celeste. Episodio 10 - Fabio Di Tomasso como Raúl Guzmán. - Paloma Contreras como Natalia Hernández. - Paloma Foong Quintanilla como Luz. - Verónica Pelaccini como Daniela Landivar. - Mónica Galán como Marta. Episodio 11 - Natalia Lobo como Virginia. - Carlos Santamaría como Mario. - Lautaro Perotti como David. - Tomás Ross como Álvaro. - Renata Toscano como Lucrecia. - Juan Ignacio Lanzutti como Bernardo. - Marita Ballesteros como Ángela. - Mercedes Funes como Helena. Episodios 12 y 13 - Raúl Rizzo como Antonio. - Guillermo Marcos - Atilio Pozzobón - Cecile Caillon como Gloria. - Narella Clausen como Nina. - María Dupláa como Nancy. |

## Episodios
| N.º | Título                 | Dirigido por                       | Escrito por  | Fecha de emisión original | Audiencia (millones) |
| --- | ---------------------- | ---------------------------------- | ------------ | ------------------------- | -------------------- |
| 1   | «Julieta»              | Luciano Cocciardi                  | Lila Navarro | 16 de julio de 2015       | 1,7                  |
| 2   | «Julieta: Parte 2»     | Luciano Cocciardi                  | Lila Navarro | 23 de julio de 2015       | 1,8                  |
| 3   | «Viviana – Celina»     | Eduardo Ripari y Luciano Cocciardi | Lila Navarro | 30 de julio de 2015       | 1,6                  |
| 4   | «Pedro»                | Luciano Cocciardi                  | Lila Navarro | 6 de agosto de 2015       | 1,6                  |
| 5   | «Ramiro»               | Luciano Cocciardi                  | Lila Navarro | 13 de agosto de 2015      | 1,5                  |
| 6   | «Trini»                | Eduardo Ripari                     | Lila Navarro | 20 de agosto de 2015      | 1,1                  |
| 7   | «Lucas»                | Luciano Cocciardi                  | Lila Navarro | 27 de agosto de 2015      | 1,5                  |
| 8   | «Joaquín y Crescencio» | Luciano Cocciardi                  | Lila Navarro | 3 de septiembre de 2015   | 1,2                  |
| 9   | «Mora»                 | Luciano Cocciardi                  | Lila Navarro | 10 de septiembre de 2015  | 1,2                  |
| 10  | «Rocío»                | Eduardo Ripar                      | Lila Navarro | 17 de septiembre de 2015  | 1,6                  |
| 11  | «Virginia y David»     | Luciano Cocciardi                  | Lila Navarro | 24 de septiembre de 2015  | 1,9                  |
| 12  | «Nina»                 | Mauro Scandolari                   | Lila Navarro | 30 de septiembre de 2015  | 1,9                  |
| 13  | «Nina: Parte 2»        | Mauro Scandolari                   | Lila Navarro | 1 de octubre de 2015      | 1,2                  |

## Producción
La serie recibió luz verde para su desarrollo cuando el libreto resultó ser el ganador del Concurso Prime Time 2013 de Fomento TDA y en 2014 fue finalista en los premios Latinoamérica Argentores en la categoría mejor guion de ficción de televisión, lo que ayudó aún más para su producción. En una entrevista en octubre del 2015, Lila Navarro, la autora de la serie reveló que el proyecto inicialmente surgió como un telefilm con la producción de Neurópolis Contenidos para Venezuela, y que a partir de eso decidió sumar a su productora Tana Contenidos para desarrollar una serie de televisión con un formato de 13 episodios que iría por la TV Pública.
En julio de 2015, Luciano Cocciardi, el director de la serie, reveló que estuvo involucrado en el proceso del casting, donde asistieron más de 150 niños y del cual fueron elegidos todos los protagonistas infantiles. El 3 de julio del 2015, revelaron los nombres de cada uno de los actores que protagonizarían cada capítulo.